# It Just Happens
It Just Happens è un singolo del duo pop svedese Roxette, pubblicato nel 2016 ed estratto dall'album Good Karma.

## Singolo
Il brano It Just Happens è stato pubblicato l'8 aprile 2016, in digitale, sia come unica traccia, e disponibile anche nell'anteprima della tracklist dell'album Good Karma, uscito il 3 giugno 2016.
Sul canale ufficiale You Tube del gruppo viene pubblicato anche una clip video della canzone che mostra principalmente le parole del brano. Il video ufficiale di It Just Happens invece è stato pubblicato qualche settimana dopo.

## Tracce
- Download digitale

1. It Just Happens – 3:46

## Formazione
- Per Gessle
- Marie Fredriksson

## Video
Il videoclip di It Just Happens è stato diretto da Tobias Nordquist, nel 2016.